# 柳原站 (愛媛縣)
柳原站（日语：／ Yanagihara eki */?）是位在日本愛媛縣松山市、隸屬於四國旅客鐵道（JR四國）予讚線的鐵路車站。車站編號為Y49，現時只停靠普通列車。
於本站開業後兩年，於北上線亦新設立了另一個柳原站，為免混淆，由自動售票機所發出的車票，會將本站標示為「（讚）柳原」以作區別。

## 車站結構
與光洋台站相同，都是同一年新加設的通勤車站，因此只採用簡易車站模式，不設任何站舍，車站出入口設於月台末端向伊予北條站方向，為無障礙斜道，可以直接進入月台範圍。自動售票機設置於斜道的頂端，緊貼著有蓋候車亭及座椅。在車站出入口旁設有細小的單車停泊場。
設有側式月台1個，有效長度為4輛，列車不能在此站交換，設備相當簡單。列車停靠時，下行往松山方向為左側開門，上行往伊予北條方向為右側開門。

### 月台配置
| 路線    | 方向 | 目的地                                             | 備註 |
| ------- | ---- | -------------------------------------------------- | ---- |
| ■予讚線 | 上行 | 伊予北條、今治、伊予西條、觀音寺、多度津、高松方向 |      |
| ■予讚線 | 下行 | 松山、伊予市方向                                   |      |

## 歷史
- 1961年6月1日：開業。
- 1987年4月1日：日本國鐵分割民營化，車站經營權由JR四國繼承。

## 相鄰車站
四國旅客鐵道（JR四國）
■予讚線
伊予北條（Y48）－柳原（Y49）－粟井（Y50）